# Nicolás Gorobsov
Nicolás Martín Gorobsov (rusă Николас Мартин Горобцов; n. 25 noiembrie 1989, San Pedro⁠(d), Buenos Aires, Argentina) este un fotbalist Argentiniano-Italian cu origini rusești. În prezent joacă la FK Sūduva Marijampolė.

## Carieră
Gorobsov a locuit în San Pedro, în nordul orașului până la 14 ani, când familia sa s-a mutat în Italia. În sezonul 2007-2008, a jucat 22 de meciuri pentru Vicenza Calcio în Campionatul Național de Tineret. După ce a fost promovat la prima echipă a seniorilor înaintea sezonului 2008-2009, a jucat 15 meciuri și a fost vazut ca promițător jucător de viitor, fiind cumpărat de Torino FC. Din 2010, a fost considerat un surplus și a fost împrumutat în fiecare sezon.